# 卡什敦-麦克奈茨敦 (宾夕法尼亚州)
卡什敦-麦克奈茨敦（Cashtown-McKnightstown）是美国宾夕法尼亚州亚当斯县的一个人口普查指定区。根据2000年美国人口普查，共有753人，其中白人占95.75%、非裔美国人占1.73%。